# Nokomai (rivière)
La rivière Nokomai  (en anglais : Nokomai River) est un cours d’eau situé dans l’Île du Sud de la Nouvelle-Zélande.

## Géographie
C’est un affluent du fleuve Mataura.
(en) Land Information New Zealand, « détail emplacement: Nokomai (rivière) », sur New Zealand Gazetteer